# Луду Доу Амар
Луду Доу Амар (также Луду Доу Ах Мар; бирм. လူထုဒေါ်အမာ , [lùdṵ dɔ̀ ʔəmà]; 29 ноября 1915, Мандалай — 7 апреля 2008, Мандалай) — писательница-диссидентка и журналистка в Мандалае, Бирма. Она была замужем за другим писателем и журналистом Луду У Хла и была матерью популярного писателя Ньи Пу Лея. Наиболее известна своими откровенными антиправительственными взглядами и радикальной левой журналистикой, а также работами по традиционному бирманскому искусству, театру, танцам и музыке, и несколькими переводами с английского языка, как художественными, так и научно-популярными.

## Писательница-студентка и активистка
Амар родилась в старинном мандалайском роду в семье, которая торговала табаком и производила сигары, и была четвёртой в семье из двенадцати человек, из которых только шестеро дожили до совершеннолетия. Она получила образование в школе американской баптистской миссии, а затем в Национальной средней школе под руководством директора Абдула Разака, который позже стал министром образования в кабинете Аун Сана и был убит вместе с ним и другими в июле 1947 года. Она изучала естественные науки в Среднем колледже Мандалая и поступила в Рангунский университет, чтобы получить степень бакалавра. Её первой заметной работой стал перевод «Испытаний в Бирме» Мориса Коллиса в 1938 году, и к тому времени она уже публиковалась в университетском журнале Owei (အိုးဝေ, Павлиний зов), а также в журнале Kyipwa Yay (ကြီးပွားရေးမဂ္ဂဇင်း, Прогресс), которым руководил её будущий муж У Хла. Амар публиковалась под своим собственным именем, а также под псевдонимами Мья Мьинт Зу и Кхин Ла Вин.
Когда в 1936 году вспыхнула вторая в истории забастовка студентов университета, Амар и её подруга из Мандалая М. А. Ма Он прославились как женщины-лидеры забастовщиков, разбивших лагерь на террасах пагоды Шведагон. У Хла был ярым сторонником забастовки и начал ухаживать за Амар; в 1939 году они поженились, и У Хла перевёз свой журнал в Мандалай..

## Кипва Яй военного времени
Семья бежала в сельскую местность к северу от Мандалая, когда в 1942 году на востоке разразилась Вторая мировая война, но журнал продолжал выходить. Доу Амар перевела один из трёх бестселлеров военного времени японского писателя-солдата Асихэя Хино под названием «Хлеб и солдаты» (ဂျုံနှင့်စစ်သား) и опубликовала его вместе с двумя другими, переведёнными её мужем. Она также перевела в 1945 году «Радугу» (သက်တံရောင်) польско-советской писательницы Ванды Василевской, напечатав книгу на синей обёрточной бумаге для спичечных коробков, единственной доступной в то время бумаге. И муж, и жена стали участниками движения Сопротивления против японской оккупации и сформировали Аша Лу Нге (အာရှလူငယ် , Молодёжь Азии) в Мандалае. Её муж был ненадолго арестован военными властями из-за книг Асихэя Хино после повторного захвата города Четырнадцатой британской армией.

## Luduпосле войны
В конце войны в 1945 году У Хла запустил выходившую раз в две недели газету под названием Ludu Journal (လူထုဂျာနယ်, Луду по-бирмански означает «люди/массы»), с Амар в качестве помощника редактора. Ludu Daily была успешно запущена в следующем году, и впоследствии пара стала известна как Ludu U Hla и Ludu Daw Amar. Их острые политические комментарии и аналитика внесли значительный вклад в стремление страны к независимости и объединённой борьбе против колониального господства. В их публикациях никогда не было рекламы алкоголя, наркотиков для повышения сексуальной активности или азартных игр, а также советов по скачкам, непристойных дел и сплетен. У Хла пришлось убедить сделать исключение для кинорекламы ради выживания газеты.
Однажды утром в 1948 году, вскоре после того, как Бирма обрела независимость от Великобритании, издательство Kyipwa Yay Press в Мандалае было взорвано дотла правительственными войсками, разгневанными тем, что чета Луду проявляла симпатию к коммунистам. В это время часто происходила смена режима, город попадал в руки то к каренским повстанцам, то к коммунистам и новому социалистическому правительству под руководством У Ну. Всю семью, включая двух беременных женщин, выбросили на улицу, выстроили в очередь и собирались расстрелять, когда несколько монахов и местных жителей успешно вмешались, чтобы спасти их жизни.
В 1953 году Амар поехала за границу на Всемирный конгресс женщин Международной демократической федерации женщин в Копенгагене, Всемирную конференцию мира в Будапеште и IV Всемирный фестиваль молодёжи и студентов в Бухаресте. В октябре 1953 года после публикации в газете противоречивой новости правительство Антифашистской лиги народной свободы (АФПФЛ) У Ну заключило У Хлу в тюрьму как политического заключённого по разделу 5 за подстрекательство к мятежу, и он провёл более трёх лет в Центральной тюрьме Рангуна, пока его не выпустили в январе 1957 года. К тому времени у них было пятеро детей, а самый младший Найин Чан (его имя означает «мир» на бирманском языке, псевдоним Ньи Пу Лей, 1952 г.р.) был совсем малышом. В марте 1959 года газета была опечатана властями, и не выходила до мая следующего года. Амар побывала в Москве в 1962 году в качестве приглашённой гостьи авиакомпании «Аэрофлот» и посетила Восточную Германию, Чехословакию и Китай. У Хла и Дау Амар были хорошо известны иностранным студентам, изучающим бирманский язык, а также бирманским писателям, журналистам и художникам; молодое поколение писателей и художников называло их «У-Лей» (дядя) и «Доу Доу» (тётушка). Их дом, Луду Тайк (Дом Луду) на 84-й и 33-я улице всегда был открыт для посетителей, часто был первым пунктом назначения в Мандалае.

## Военная эпоха
Ludu Daily была закрыта военным правительством 7 июля 1967 года. Газета открыто выступала за мир и социалистическое общество и очень решительно выступила в поддержку переговоров о мире в 1963 году между правительством Революционного совета Не Вина и различными повстанческими группами, как коммунистическими, так и этническими, точно так же, как делала это раньше, в первые годы гражданской войны 1950-х годов. Когда мирные переговоры сорвались, старший сын Амар, Соэ Вин (1941 г. р.), 22 года, студенческий лидер Рангунского университета, ушёл в подполье с несколькими другими товарищами, чтобы присоединиться к Коммунистической партии Бирмы. Он был убит в 1967 году во время чистки в джунглях гор Баго Йома, когда КПБ совершила свою культурную революцию. Супруги Луду, верные бирманскому буддистскому отношению к смерти, отклонили приглашение властей посетить могилу своего первенца в джунглях. Их второй сын По Тан Гьяунг (1945 г.р.) также был арестован за предполагаемую подпольную студенческую политическую деятельность в Мандалайском университете в июле 1966 года, в возрасте 21 года, и содержался под стражей без предъявления обвинений и суда до мая 1972 года. Часть своего заключения он провёл в тюрьме Мандалай, а затем в исправительной колонии на Кокосовых островах в Андаманском море.
Луду были лично известны Не Вину, и последний заходил к ним домой всякий раз, когда приезжал в Мандалай. Они продолжали писать, исследовать, организовывать литературные семинары, выступать с докладами и публиковать материалы, не связанные с внутренней политикой, и оставались активными в социальных и общественных делах. В 1975 году они приняли приглашение правительства выступить с докладами перед студентами университетов Мандалая и Рангуна, принимавшими участие в восстановлении храмов в Багане, пострадавших от сильного землетрясения того же года. Некоторые люди дали Амар описание «крутая по имени, жёсткая по своей природе» (амар означает «крутой / выносливый» на бирманском языке).

## Публикации
Доу Амар написала несколько книг, включая биографии, рассказы о путешествиях, трактаты о традиционной бирманской культуре и многочисленные статьи в различных журналах, некоторые из которых автобиографичны. Многие позже были собраны в книги.
1. Thamada Ho Chi Minh — 1950
2. Hsoshalit taingpyi mya tho — 1963
3. Pyithu chit thaw anupyinnya themya — 1963
4. Aung Bala, Po Sein, Sein Gadoun — 1967
5. Shwe Yoe, Ba Galay — 1969
6. Shweman Tin Maung — 1970
7. Anyeint — 1973
8. Gaba akyizoun sa ouk — 1974
9. Shwedaungtaung Articles 1975
10. Sayagyi Thakin Kodaw Hmaing — 1976
11. Chindwin hma pinle tho — 1985
12. Myanma Mahagita — 1989
13. Sayleik nè Lutha
14. Mandalaythu Mandalaytha mya — 1991
15. Yadanabon Mandalay, Mandalay, Kyama do Mandalay — 1993
16. Thathana dazaun Sayadaw gyi mya — 1994
17. Kyama do nge nge ga — 1994
18. Taung Layloun hma Natkyun ahti ahmattaya ahmasaga —
19. Gaba akyizoun kyauk sindudaw — 1996
20. Myanma hkithit bagyi — 1997
21. Amei shaysaga — два тома 1997, третий том 2007
22. Shissè thoun hnit shissè thoun gun — 1998
23. Taung Asha badinbauk mya — 1990
24. Nge ga kyun dè hkinpunthe tho — 2001
25. Hsè hnapwè zaythe hnint kyama do anya — 2002
26. Lwanthu sa — 2003
27. Sa ouk sainga luwin luhtwet atway amyin hsaungba mya — 2004[2]
28. Mya Myint Zu Short Stories 2006

К переведённым с английского языка произведениям относятся:
1. «Испытания в Бирме» Мориса Коллиса в 2 томах 1938 г.
2. «Сандамала» Мориса Коллиса, 1940 г.
3. «Хлеб и солдаты», Асихэй Хино, 1945 г.
4. «Радуга» Ванды Василевской 1945
5. «Вызов Красному Китаю» Гюнтера Штайна в 2-х томах 1949 г.
6. «Во имя мира», Арчи Джон Стоун, 1953 г.
7. «Слушайте янки», К. Райт Миллс, 1963 г.
8. «Наличные деньги и насилие в Лаосе», Анна Льюис Стронг, 1963 г.
9. «Другая сторона реки», Эдгар Сноу, 1966 г.
10. «Воспоминания о Китае в революции» Честера Роннинга, 1979 г.
11. «Африканские рассказы» 1989
12. «Тайские рассказы» в 2-х томах 1992—1993 гг.

Журнальные статьи:
1. Kyama Yay Thamya Thu Bawa Ludu U Hla — My Profile on the Life of Ludu U Hla в Shwe Amyutei[2].

## Известная диссидентка
Доу Амар открыто выступала против военного режима, особенно в последние годы своей жизни. Она была арестована вместе со своим мужем и их младшим сыном Ньин Чаном в 1978 году, после того как её второй сын По Тан Гьяунг ушёл в подполье, чтобы присоединиться к Коммунистической партии Бирмы, как и его покойный брат Со Вин до него в 1963 году (ныне он является официальным спикером КПБ). Доу Амар и Найин Чан провели в тюрьме более года, пока в 1979 году не был освобождён У Хла. Ньин Чан был повторно арестован в декабре 1989 года, на этот раз он провёл в тюрьме почти 10 лет. По Тан Гьяунг, который сейчас живёт в изгнании в Юньнани, никогда больше не видел свою мать.
У Хла умер в 1982 году после 43 лет брака, пятерых детей и шести внуков. Пара Луду была одной из самых известных супружеских пар среди бирманских литераторов. Доу Амар понесла ещё одну потерю, когда её типографии и склады сгорели во время большого пожара 1984 года, уничтожившего центр Мандалая. С тех пор как в 1985 году ей исполнилось 70 лет, день рождения Доу Амар ежегодно отмечался миром искусства и литературы Бирмы. Мероприятие превратилось в неофициальный съезд диссидентов под пристальным вниманием службы военной разведки, обычно проводившейся в монастыре Таунг Лейлоне на берегу озера Таунгтаман в Амарапуре недалеко от Мандалая до ноября 2006 года, когда место проведения пришлось изменить из-за давления со стороны властей. Амар продолжала вести активную общественную жизнь и сыграла важную роль в создании Byamazo Luhmuyay Athin (Ассоциации взаимной добровольной помощи) в 1998 году, занимающейся помощью бедным семьям в покрытии расходов на здравоохранение и организацию похорон. Её называли «Матерью народа» и «Великой старой леди». В обществе, где почитают старость, большинство людей обращались к ней Амей (Мать), так же, как она говорила по бирманскому обычаю о себе.
«Те из нас, кто не танцует под дудку властей, должны быть изобретательны в том, что мы пишем, чтобы донести наше сообщение», — говорила она, подтверждая, что в Бирме нет свободы прессы. Она сожалела, что ей пришлось бросить журналистику, и она могла писать только о традициях и культуре. В своих статьях, собранных позже в сборнике «Старые слова матери», она оплакивала ослабление социальной сплочённости, морали и традиционных ценностей в одежде и манерах, в которых она обвиняла экономический беспорядок, потребительство и глобализацию, а также китайскую иммиграцию. Однажды она написала, что китайцы оккупировали Мандалай без единого выстрела, и назвала нынешнюю эпоху Лаупан (босс на китайском языке); она чувствовала, что Мандалай был необъявленной колонией провинции Юньнань. Доу Амар была стойкой защитницей бирманской истории, культуры, религии и суверенитета, воплощённых в месте её рождения, последней королевской столице Бирмы, Мандалае, поэтому в своих взглядах она была националистической, религиозной и этноцентристской традиционалисткой, и всё же она была в авангарде модернизации письменного языка, содействия взаимопониманию и дружбе между доминирующими бирманцами и этническими меньшинствами, содействия половому воспитанию и информированию общественности о проблеме ВИЧ / СПИДа, а также в озвучивании жалоб на неоплачиваемый труд женщин в обществе.
Луду Доу Амар умерла 7 апреля 2008 г. в возрасте 92 лет, Луду Тайк в Мандалае, где её вторая дочь Тин Вин (1947 г.р.) отвечала за издательский бизнес, и жил младший сын Ньин Чан и его семья. Её старшая дочь Тан Инь Мар (1943 г.р.), профессор медицины на пенсии, которая также начала писать, взяв себе один из старых псевдонимов своей матери Мья Мьинт Зу, заботилась о здоровье матери. У Амар осталось два сына, две дочери и шесть внуков.